# Monumento a las víctimas del terrorismo en Israel
Monumento a las Víctimas del Terrorismo en Israel (אנדרטת חללי פעולות האיבה, Andartat Halalei Pe'ulot HaEiva) es un monumento a todas las víctimas del terrorismo en Israel, de 1851 en adelante. El monumento se encuentra en el Cementerio Nacional Civil del Estado de Israel en el Monte Herzl en Jerusalén. El monumento incluye los nombres de las personas judías y no judías que han sido asesinados en actos de terror.

## Galería

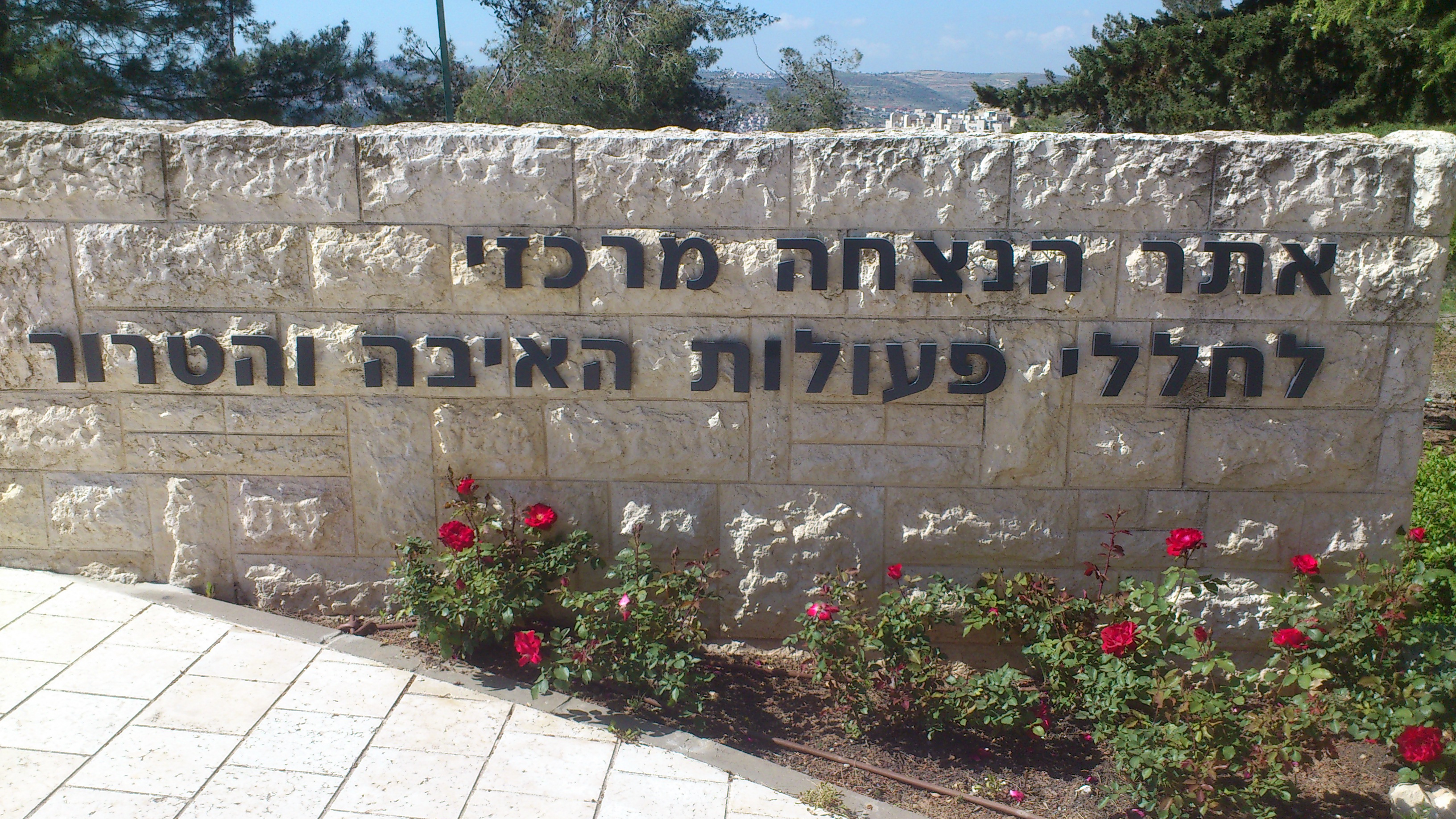
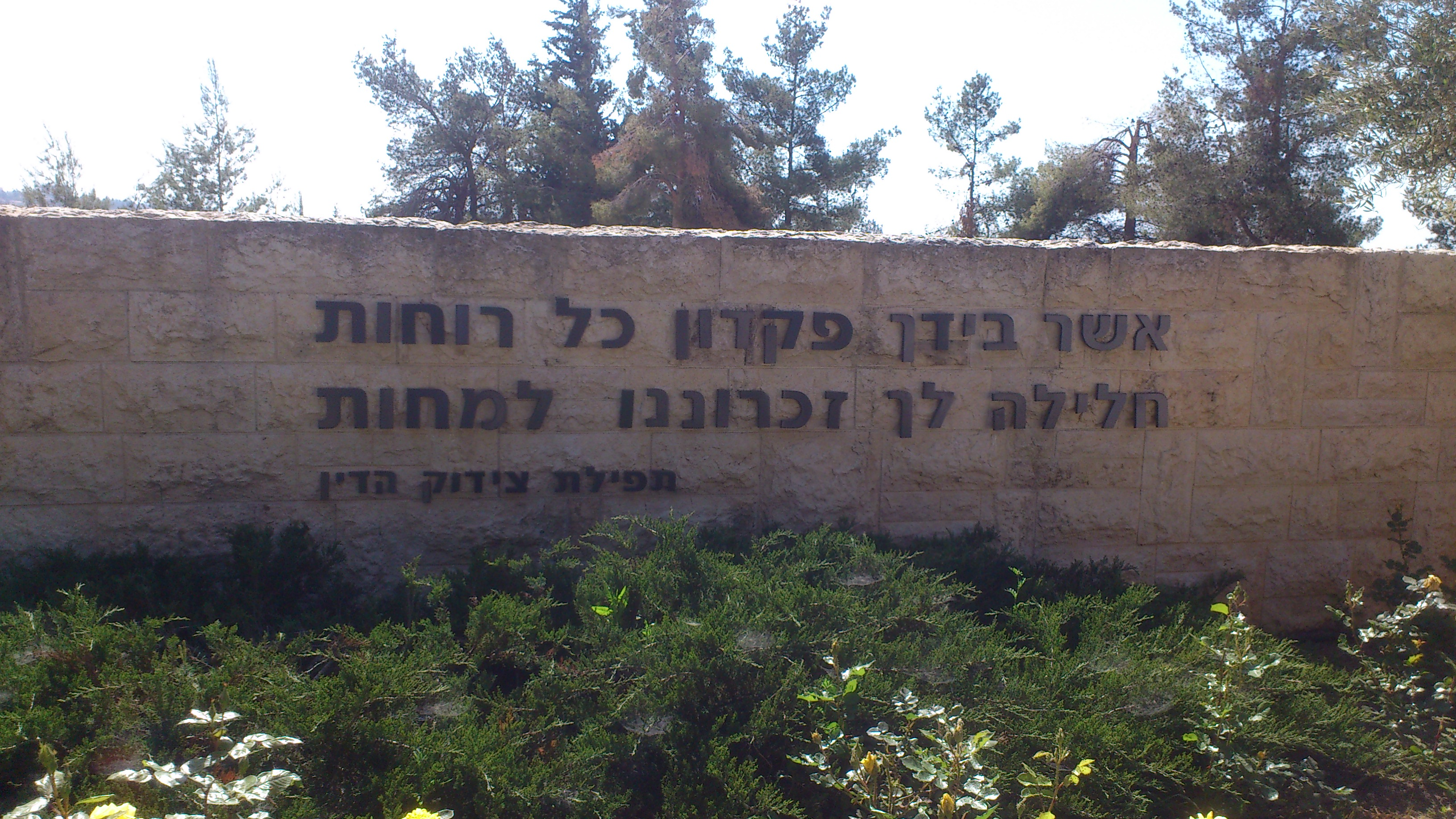
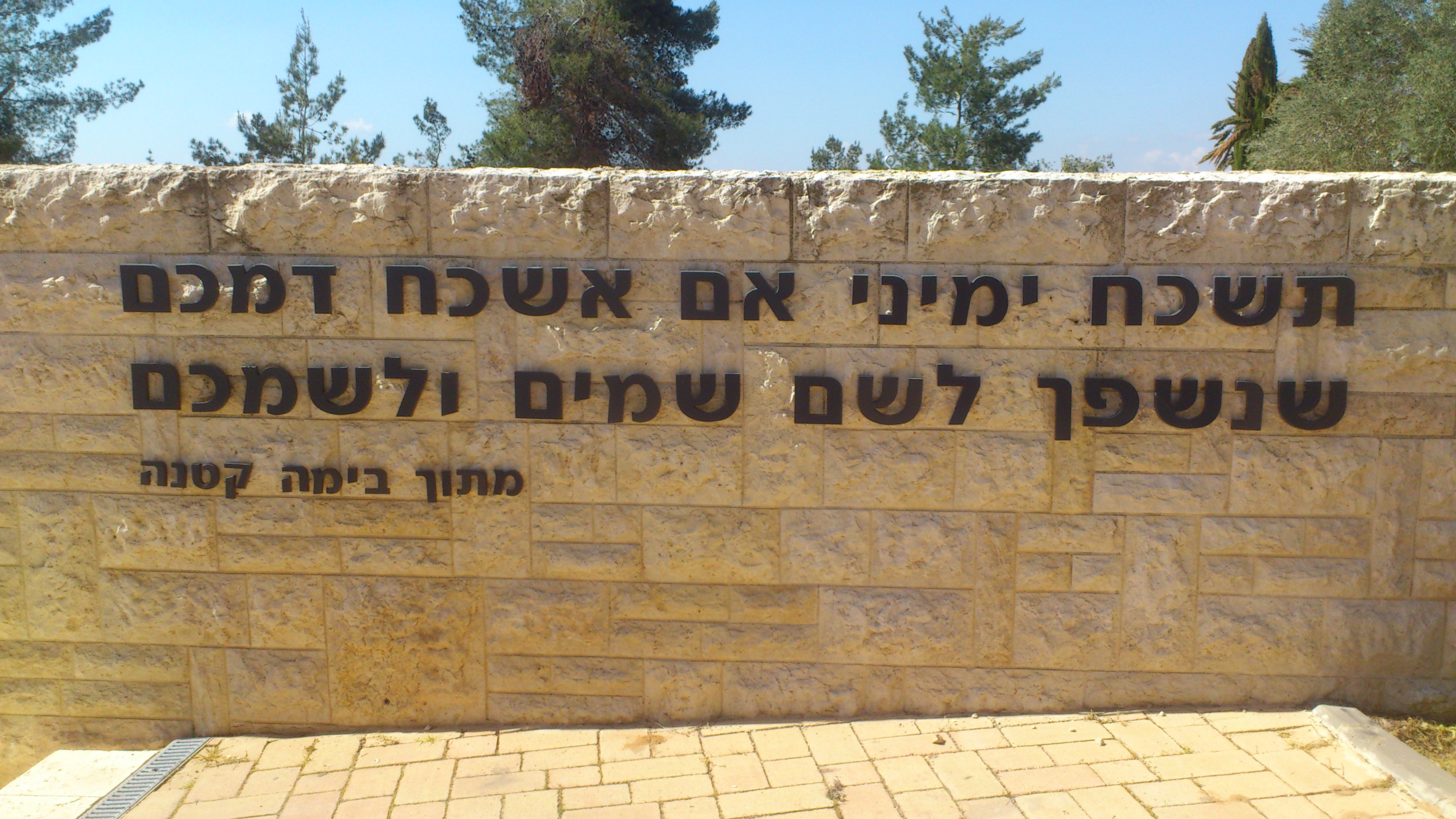
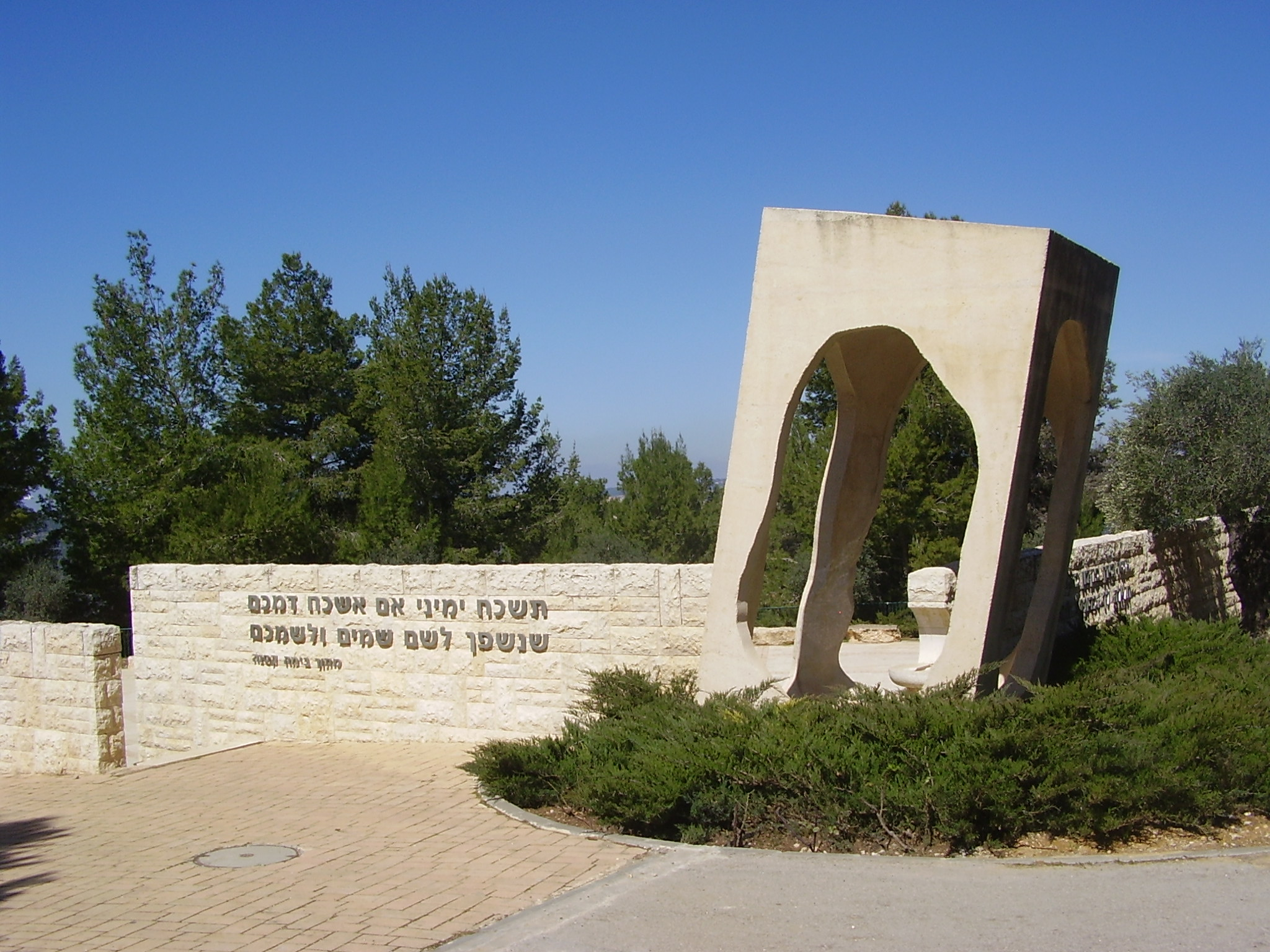
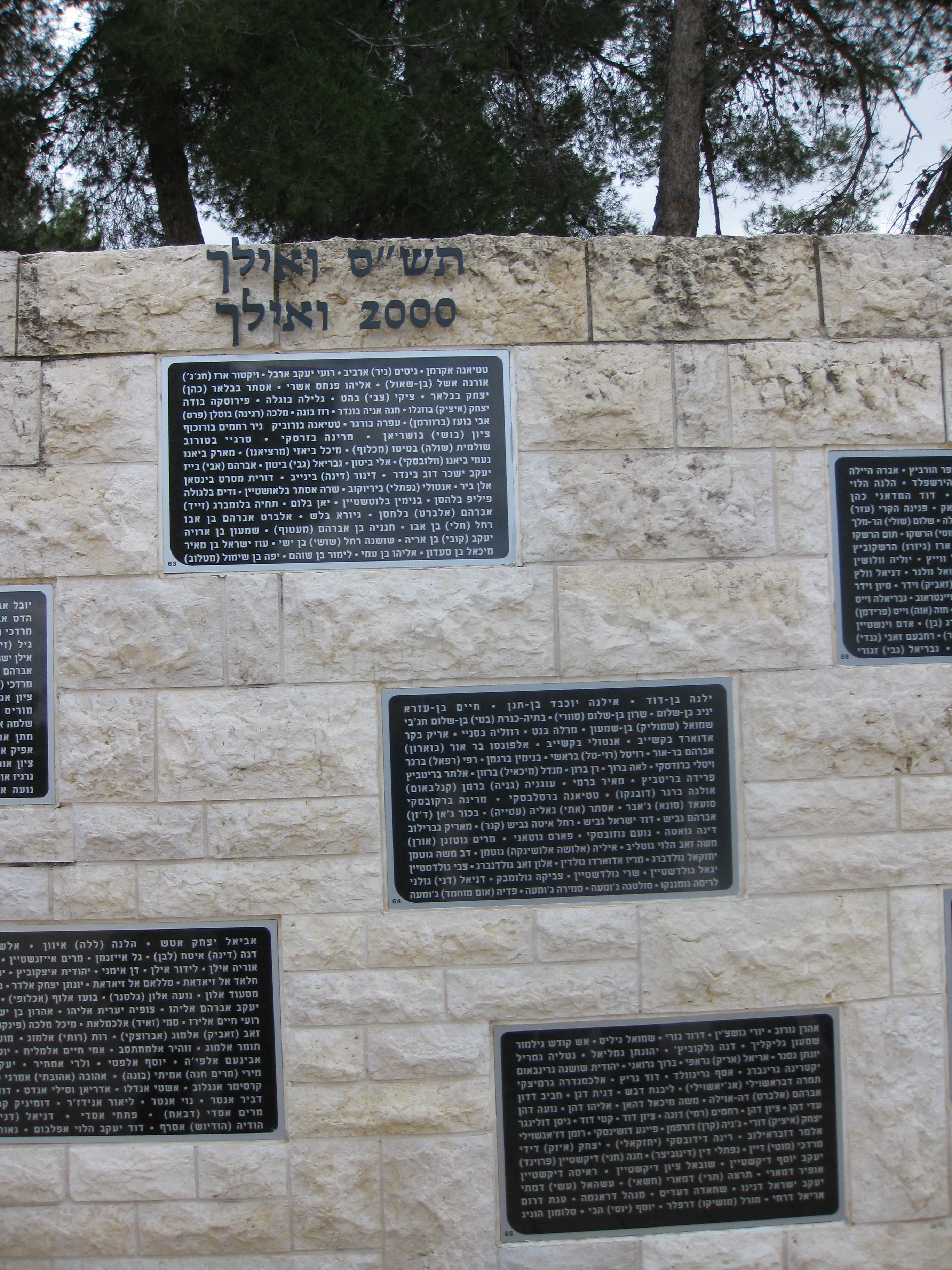